# Турла
Турла́ (рос. Турла) — селище у складі Таштагольського району Кемеровської області, Росія.

## Населення
Населення — 1 особа (2010; 0 у 2002).